# Timyra machlas
Timyra machlas is een vlinder uit de familie van de Lecithoceridae. De wetenschappelijke naam van de soort is voor het eerst geldig gepubliceerd in 1905 door Meyrick.